# Oiartzun
Oiartzun is een gemeente in de Spaanse provincie Gipuzkoa in de regio Baskenland met een oppervlakte van 60 km². Oiartzun telt 10.175 inwoners (1 januari 2016).

## Demografische ontwikkeling
Bron: INE; 1857-2011: volkstellingen

## Geboren in Oiartzun
- Domingo Perurena (1943-2023), wielrenner
- Miguel María Lasa (1947), voormalig wielrenner